# القديس جاستن
جاستن مارتر، المعروف أيضا بالقديس جاستن، أو «يوستينوس الشهيد»، (100 - 165 م)، كان مدافع مسيحي مبكر، ويعتبر المترجم الأول لنظرية اللوغوس في القرن الثاني وقد استُشهِد، جنبا إلى جنب مع بعض من تلاميذه، وتم اعتباره قديسا من قبل الكنيسة الرومانية الكاثوليكية، والكنيسة الأنجليكانية، والكنيسة الأرثوذكسية الشرقية.
فُقدت معظم أعماله، ولكن اثنين من الدفاعيات وحوار بقوا على قيد الحياة. الدفاع الأول، كتابته الأكثر شهرة، تدافع بحماس عن أخلاق الحياة المسيحية، ويقدم حجج أخلاقية وفلسفية مختلفة لإقناع الإمبراطور الروماني أنطونيوس بيوس، ليتخلي عن اضطهاد الطائفة الوليدة. وعلاوة على ذلك، صنع الاقتراح اللاهوتي المبتكر بأن «بذور المسيحية» (مظاهر تأثير «كلمة الله» في التاريخ) سبقت في الواقع تجسد المسيح. هذه الفكرة تتيح له أن يدعي أن العديد من الفلاسفة اليونانيين التاريخيين (بما فيهم سقراط وأفلاطون)، من خلال الأعمال التي درسها جيدا، مسيحيين غير عارفين.

## حياته
ولد جاستن مارتر في فلافيا نيابوليس (اليوم نابلس) في يهودا إلى عائلة وثنية، ويعرف نفسه بأنه أممي. جده، باكيوس، يحمل اسم يوناني، بينما والده، بريسكوس، يحمل اسم لاتيني، مما أدى إلى تكهنات بأن أجداده قد استقروا في نيابوليس بعد وقت قصير من تأسيسها أو أنهم منحدرون من المجتمع الروماني «الدبلوماسي» الذي كان قد أرسل إلى هناك.
في مقدمة الحوار، يصف جاستن تعليمه المبكر، مشيرا إلى أن دراساته الأولية تركته غير راض بسبب فشلهم في توفير نظام للاعتقاد من شأنه أن يوفر إلهام لاهوتي وميتافيزيقي لتلميذهم الشاب. يقول أنه جرب أولا مدرسة الفيلسوف الرواقي، الذي لم يتمكن من شرح كينونة الله له. ثم حضر فيلسوف متجول لكن تجنبه لأن الفيلسوف كان متلهف جدا لأجره. ثم ذهب للاستماع إلى فيلسوف فيثاغورسي الذين طالبه بأن يتعلم أولا الموسيقى والفلك والهندسة، وهذا ما لم يكن يرغب في القيام به. وفي وقت لاحق، إعتمد الأفلاطونية بعد أن واجه مفكر أفلاطوني كان قد إستقر مؤخرا في مدينته.
في وقت لاحق صادف رجل عجوز، ربما مسيحي سوري، في المنطقة المجاورة لشاطئ البحر، ودخل معه في حوار حول الله فتحدث العجوز عن شهادة الأنبياء على أنها أكثر موثوقية من منطق الفلاسفة.
تأثر بحجة الرجل العجوز، وتخلى جاستن عن كلا من إيمانه الديني السابق وخلفيته الفلسفية، وإختار بدلا من ذلك إعادة تكريس حياته لخدمته المقدسة. وقد عزز قناعاته المكتشفة حديثا بواسطة حياة الزهد لدى المسيحيين الأولين والأمثلة البطولية للشهداء، الذين أقنعوه بالتفوق الأخلاقي والروحي لتقوى العقيدة المسيحية. ونتيجة لذلك، قرر منذ ذلك الحين أن الخيار الوحيد بالنسبة له هو السفر في جميع أنحاء الأرض، ونشر المعرفة المسيحية باسم «الفلسفة الحقيقية». ويفترض بأن اعتناقه ذلك حدث في أفسس أو قد يكون حدث في أي مكان على الطريق من اليهودية إلى روما.
لاحقا لبس ثوب الفيلسوف بنفسه وسافر للتدريس. خلال عهد أنطونيوس بيوس (138-161)، وصل إلى روما وبدأ مدرسته الخاصة. كان تاتيان واحد من تلاميذه. في عهد ماركوس أوريليوس، بعد جدال مع كريسكيس الفيلسوف الكلبي، تم إتهامه من قبل هذا الأخير إلى السلطات، وفقا لكتابات تاتيان ويوسابيوس. حوكم جاستن، جنبا إلى جنب مع ستة من رفاقه، من خلال جونيوس راستيكوس، الذي كان حاكم حضري 163-167، وقطع رأسه. على الرغم من أن العام المحدد لوفاته غير مؤكد، فإنه من المعقول أن يؤرخ وفقا لفترة حكم راستيكوس (الذي حكم من 162 إلى 168 م). إستشهاد جاستن يحفظ سجلات المحكمة للمحاكمة.
كنيسة القديس يوحنا المعمدان في ساكروفانو، على بعد بضعة أميال شمال روما، وتزعم أن لديها بقاياه.
كنيسة اليسوعيين في فاليتا، مالطا، التي تأسست بموجب مرسوم بابوي عام 1592 أيضا تضم رفات قديس القرن الثاني.

## كتاباته
تم العثور على أقدم ذكر لجاستن في Oratio ad Graecos الذي كتب بواسطة تاتيان الذي بعد أن دعاه ب«جاستن الأكثر روعة»، إقتبس قول له يقول ان كريسكيس الكلبي وضع الأفخاخ له. يتحدث إيريناوس عن استشهاد جاستن وعن تاتيان كتلميذ له. إيريناوس يقتبس من جاستن مرتين ويُظهِر تأثيره في أماكن أخرى، ترتليان في كتابه Adversus Valentinianos، يدعو جاستين بالفيلسوف والشهيد وأقدم خصم للهراطقة. هيبوليتوس وميثوديوس ذكروه وإقتبسوا منه أيضا. يوسابيوس القيصري تناوله إلى حد ما، وسمى الأعمال التالية:
الدفاع الأول موجه إلى أنطونيوس بيوس، وأبنائه، ومجلس الشيوخ الروماني.
دفاع ثاني للشهيد جاستن موجه إلى مجلس الشيوخ الروماني.
الخطاب إلى الإغريق، مناقشة مع فلاسفة اليونان عن طابع آلهتهم؛
خطالب تحذيري إلى الإغريق (معروف الآن أنه لم يكتب من قبل جاستن)؛
أطروحة بشأن سيادة الله، والذي يستخدم السلطات الوثنية وكذلك المسيحية.
عمل بعنوان المرتل.
يوسابيوس يعني ضمنا أن أعمال أخرى كان يجري تداولها. من القديس إيريناوس يعلم عن الدفاع «ضد مرقيون» ومن «دفاع» جاستن المتعلق ب «تفنيد كل البدع». إبيفانيوس، والقديس جيروم ذكروا جاستن.
روفينوس يقترض من أصله اللاتيني لخطاب هادريان.

### دفاع
الحوار هو عمل لاحق للدفاع الأول. تاريخ محتوى هذا الخطاب، انطلاقا من حقيقة أنه كان موجه إلى أنطونيوس بيوس وأبنائه بالتبني: ماركوس أوريليوس ولوكيوس فيروس، يجب أن يقع ما بين 147 و 161 ميلاديا.

### حوار مع تريفو
في حوار مع تريفو، وبعد مقدمة تمهيدية، يأخذ جاستن على عاتقه أن يظهر أن المسيحية هي القانون الجديد لجميع الرجال.

### بشأن القيامة
قصاصات من العمل «بشأن القيامة» تبدأ بالتأكيد على أن الحقيقة، والله صاحب الحقيقة، لا يحتاجون إلى شهود، ولكن كتنازل للضعف البشري وجد أنه من الضروري إعطاء الحجج لإقناع أولئك الذين نكروا ذلك. ثم من الظاهر بعد ذلك، بعد تكذيب الإستنتاجات التي لا أساس لها، أن قيامة الجسد ليست مستحيلة ولا غير مستحقة من الله، ودليل النبوة لا يصب في مصلحة ذلك. قصاصة أخرى تحتوي دليل إيجابي عن القيامة، مدلا بالمسيح وهؤلاء من أقامهم للحياة.

## السابيلية
ترجع هذه الحركة إلى عصر الشهيد يوستين الذي أدان القائلين بأن "الابن هو الآب" (حوار مع تريفو 128). جاءت هذه الحركة أولًا كرد فعل خاطئ لمقاومة الفكر الغنوصي في القرن الثاني، حيث كان الغنوصيون يتطلعون إلى الابن والروح القدس أنهما أيونان صادران عن الله الأسمى، وانهما أقل منه، فأراد البعض تأكيد الوحدانية بين الثالوث فسقطوا في نوعٍ من السابيلية.

## مراجع

Iustini opera, 1636

## روابط خارجية
- القديس جاستن على موقع الموسوعة البريطانية (الإنجليزية)
- القديس جاستن على موقع إن إن دي بي (الإنجليزية)